# دونجتشيمي
دونجتشيمي (كما قد تُكتب دونج-تشي-مي) هي مجموعة متنوعة من الكيمتشي تتكون من الفجل الكوري، وملفوف نابا، والبصل الأخضر، ومخلل الفلفل الأخضر، والزنجبيل، والكمثرى والماء المالح. كما يعنى المقطع دونغ في (الهانغول: 동؛ الهانجا: 冬؛ وتعنى حرفيا «الشتاء») و«تشيمي» chimi (بالهانغول: 치미 ، والذي يكون مصطلح قديم لكلمة الكيمتشي)، يُشير أن هذا الكيمتشي يستهلك خلال فصل الشتاء تقليديا.
يتم تخمير دونج-شي-مي كالأنواع الأخرى من الكيمتشي، لكن فترة نضجها قصيرة نسبيا من يومين إلى ثلاثة. على الرغم من أنه يمكن تصنيعه في أي وقت من السنة، إلا أنه يتم عادةً خلال موسم (الجيمجانج) (gimjang) ((وهي الفترة من منتصف أكتوبر إلى أواخر نوفمبر)). المناطق الشمالية المكونة من منطقة (هامجيونج- دو)Hamgyeong-do و (بيونجان-دو)Pyeongan-do في كوريا الشمالية تشتهر بشكل خاص بهذه الاكلة.
يُستخدام المذاق الواضح والنظيف لماء الدونج-شى-مي كحساء لصنع حساء وهو (نودلز باردة مع الحساء المصنوع من دونغ-تشي-مي) مع (نيانج- ميون) naengmyeon، أو يقدم مع كعك الارز الكورى أو مع البطاطا الحلوة المطبوخة على البخار لتوازن هذه النكهات الغنية.

## المكونات
الفجل هو أهم مكون في هذه الاكلة. يُمكن إضافة فلفل أخضر أو أحمر كامل كديكور ولكن ليس ضرورياً. يُمكن إضافة ورق الخردل والثوم والزنجبيل والكراث، كما اى مكونات مملحة أخرى ممكن ان تُضاف.

## الأنواع

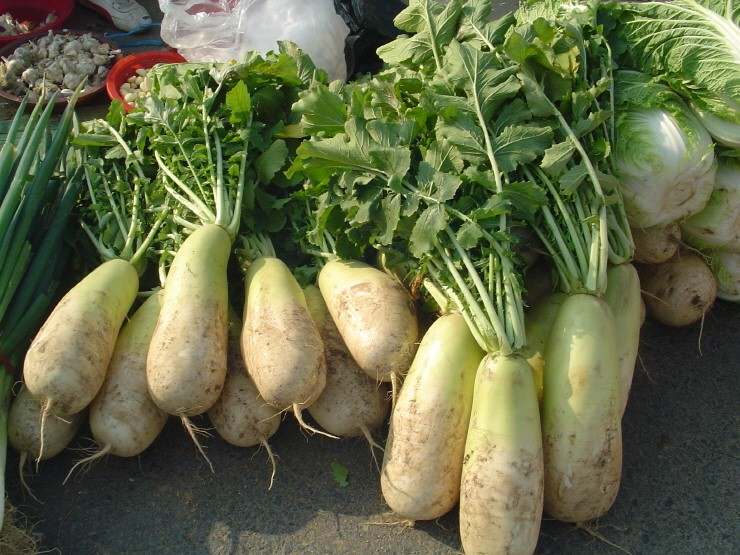
الفجل الكوري

### دونج-تشى-مى الملفوف
```
ملفوف نابا والفجل يتم حشوهم بمكونات مثل شرائح الفجل الأحمر، والفلفل الأحمر، والثوم الكورى، والزنجبيل يُخللوا في محلول ملحي. ويُضاف عشب البحر لنكهة اعمق قبل التخمير.
[
6
]
```

### دونج-تشى-مى الخيزران
تستخدم أوراق الخيزران كعنصر رئيسي في هذا النوع، مما يمنح طعم الدونج-تشي-مي القرمشة والنقاء مع إضافة قوام. تستغرق عملية التخمر وقتًا أطول من الأنواع الأخرى من الدونج-تشى-مى نظرًا لمحتوها المنخفض من الصوديوم، ويمكن أيضًا تخزينها لفترة أطول. هذا النوع هو تخصص محلي في مقاطعة جنوب جولا.

### الدونج-تشى-مى الملكى

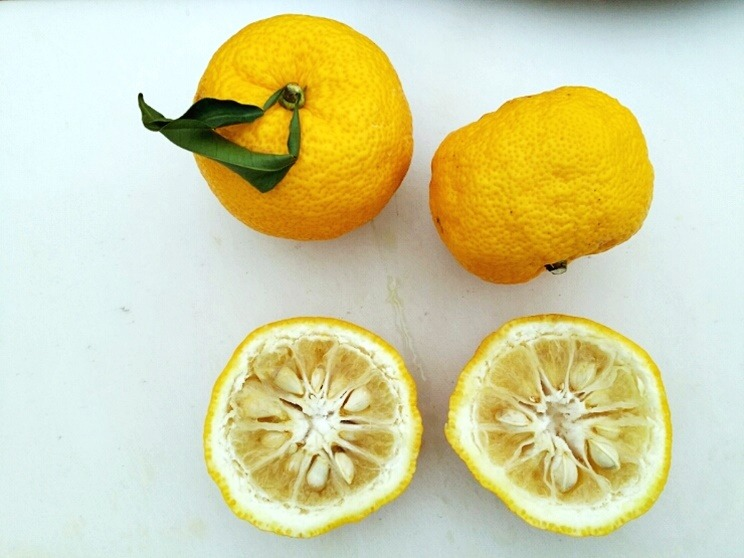
فاكهه اليوجا

تُصنع من الفجل الصغير، واليوجا (عبارة عن فاكهة حامضة وحلوة ولها طعم بين الزيزفون والليمون والبرتقال والجريب فروت، مع رائحة منعشة وقوية وفريدة من نوعها. يُمكنك شمها في الأسوق عندما تمر بجانب شخص يبيعها)، الرمان، والكمثرى الكورية لرائحة جميلة.
وللأكلة اختلافات كثيرة أخرى طبقاً للمنطقة والذوق الشخصي في الطعم.

## انظر ايضاً
- كمتشي
- مطبخ كوري

## وصلات خارجية
- Cooking video : Dongchimi at the Embassy of the Republic of Korea
- General information and recipe about dongchimi from The Korea Foundation
- Brief information and recipe about dongchimi
- Brief information and recipe about dongchimi
- Brief information about dongchimi and other kimchi
- (in Korean) Recipe of dongchimi from Munhwa Ilbo (Newspaper) Kimchi EXPO 2007
- (in Korean) General information an recipe about dongchimi